# Уйбатская степь

Уйбатская степь

Уйбатская степь (хак. Уйбат чазызы) — степной ландшафт, располагающийся на левобережье реки Абакан, в Хакасско-Минусинской котловине (юго-восточнее Уйбат-Биджинского почвенно-географического района). В Республике Хакасия находится в пределах Усть-Абаканского, Аскизского и Таштыпского районов. На севере граничит с отрогами Батенёвского кряжа. Пересечена левыми притоками р. Абакан (pp. Таштып, Тёя, Аскиз, Камышта, Уйбат), хорошо развиты долинные формы рельефа. Имеет наклон, высота возрастает с северо-востока на юго-запад от 300 до 600 м над уровнем моря.
Равнина сложена наносами древнего Енисея и Абакана. Мощная толща галечника является материнской породой, на которой развит очень тонкий (10—20 см) почвенный покров. Водораздельные пространства Уйбатской степи заняты холмами и увалами, которые поднимаются над окружающей равниной на 300—400 м, имея довольно крутые склоны. Для территории характерен резко континентальный климат, наиболее широко распространены южные чернозёмы и каштановые почвы, щебнистые на возвышенностях и солонцеватые в ложбинах. В озёрных котловинах развиваются смешанные солончаки и солонцы. Район совершенно безлесен. Ветровая эрозия проявляется сильно. Основная растительность сухостепная. Наиболее широко распространены мелкодерновинные степи, менее — крупнодерновинные, каменистые и луговые. С поднятием в горы степной пояс постепенно переходит в лесостепной, и степная растительность сохраняется лишь на южных склонах. В западной части Уйбатской степи встречаются опустыненные степи, для которых обязателен каменисто-щебнистый почвенный субстрат. Основными доминантами опустыненных степей являются житняк казахстанский (Agropyron kazachstanicum), бурачок обратнояйцевидный (Alyssum obovatum), карагана карликовая (Caragana pygmaea). Отмечен фрагмент опустыненной степи со значительным участием остролодочника Ревердатто (Oxytropis reverdattoi).
В Уйбатской степи расположены три кургана, которые принято связывать с вождями тагарских племён — Кара-Курген, Узун-Оба, Салбык.